# خانه حسن قریشی طیبی
خانه قریشی مربوط به دوره قاجار است و در شهرستان آمل، بافت قدیم شهر آمل، خیابان آیت الله جوادی، نیاکی محله واقع شده و این اثر در تاریخ ۲۸ خرداد ۱۳۸۵ با شمارهٔ ثبت ۱۵۶۲۷ به‌عنوان یکی از آثار ملی ایران به ثبت رسیده‌است.